# سینمورین
| سامانه  | ردیف  | اشکوب      | میلیون سال  |
| ------- | ----- | ---------- | ----------- |
| کرتاسه  | پیشین | بریاسین    | → پیش از آن |
| ژوراسیک | پسین  | تیتونین    | ۱۴۵٫۰–۱۵۲٫۱ |
| ژوراسیک | پسین  | کیمریجین   | ۱۵۲٫۱–۱۵۷٫۳ |
| ژوراسیک | پسین  | آکسفوردین  | ۱۵۷٫۳–۱۶۳٫۵ |
| ژوراسیک | میانه | کالووین    | ۱۶۳٫۵–۱۶۶٫۱ |
| ژوراسیک | میانه | باتونین    | ۱۶۶٫۱–۱۶۸٫۳ |
| ژوراسیک | میانه | باجوسین    | ۱۶۸٫۳–۱۷۰٫۳ |
| ژوراسیک | میانه | آلنین      | ۱۷۰٫۳–۱۷۴٫۱ |
| ژوراسیک | پیشین | توآرسین    | ۱۷۴٫۱–۱۸۲٫۷ |
| ژوراسیک | پیشین | پلینسباخین | ۱۸۲٫۷–۱۹۰٫۸ |
| ژوراسیک | پیشین | سینمورین   | ۱۹۰٫۸–۱۹۹٫۳ |
| ژوراسیک | پیشین | هتانجین    | ۱۹۹٫۳–۲۰۱٫۳ |
| تریاس   | پسین  | راتین      | → پس از آن  |

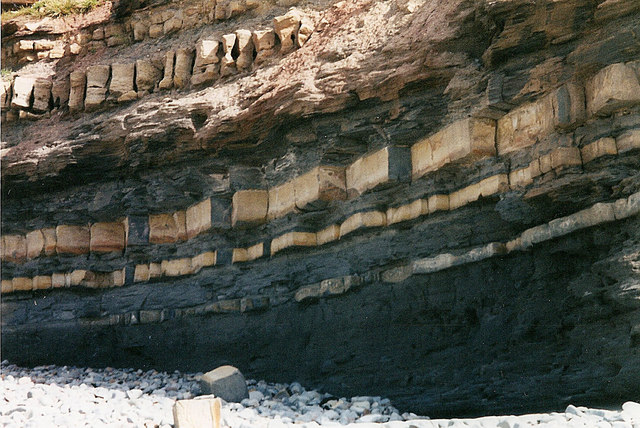
چینه‌های متعلق به عصر سینمورین در سامرست بریتانیا

سینمورین (انگلیسی: Sinemurian) در مقیاس زمانی زمین‌شناسی، یک اشکوب یا عصر از دور ژوراسیک پیشین به‌شمار می‌رود. سینمورین در ستون چینه‌شناسی پس از اشکوب کیمریجین و پیش از پلینسباخین جای می‌گیرد. عصر سینمورین از حدود ۲ ± ۱۹۹٫۳ میلیون سال پیش آغاز شده و تا حدود ۱٫۵ ± ۱۹۰٫۸ میلیون سال پیش ادامه یافت.